# Institut français de Bulgarie
L’Institut français de Bulgarie (Френски институт в България) est un établissement culturel français fondé en 1991 par le ministère français chargé des Affaires étrangères auprès de l'Ambassade de France en Bulgarie.

## Historique
L’Institut français de Sofia (френски институт в софия) a été fondé comme centre culturel par le ministère français des Affaires étrangères en avril 1991. En 1997, il a pris en charge la majorité des compétences du service culturel, scientifique et de coopération technique de l'Ambassade de France (coopération linguistique et éducative, coopération scientifique et technique) devenant un centre culturel et de coopération, doté de l'autonomie financière. À partir de 2005, il renforce les partenariats avec le monde économique. Il participe avec le soutien de l'Organisation internationale de la francophonie à la formation linguistique des fonctionnaires bulgares, liée à l'entrée de la Bulgarie dans l'Union européenne en 2007.
En 2011, il prend son nom actuel d'Institut français de Bulgarie.

## Mission
L'Institut français a pour objectif de contribuer au rayonnement de la langue et de la culture françaises en Bulgarie et le développement des échanges culturels entre les deux pays ainsi que la promotion de l'image d'une scène artistique et culturelle française à la fois moderne, prestigieuse et ouverte sur le monde.
Il accompagne les festivals et évènements culturels bulgares en invitant des acteurs de la création française contemporaine (théâtre, danse, arts visuels, photographie, musique classique et actuelle, jazz, cinéma, littérature...), en organisant des expositions et ateliers artistiques dans ses locaux ou dans les musées de la ville (art contemporain, design, mode...) et en soutenant le développement d'échanges d'expertise en particulier dans le domaine des musées et du patrimoine. Il participe activement au débat d'idées.
Il dispose depuis sa création d'une médiathèque et d'un service des cours s'adressant au grand public.
L'Institut français de Bulgarie et les deux établissements scolaires à programme français, le lycée Victor-Hugo de Sofia (AEFE) et l'école française internationale de Varna (MLF) travaillent en liaison étroite. Le lycée Victor-Hugo participe à l'attribution du LabelFrancÉducation à des lycées bilingues bulgares francophones, actuellement au nombre de 4 : le lycée GS Rakovski de Bourgas, le Lycée Lamartine de Sofia, le lycée Romain-Rolland de Stara Zagora, le Lycée Joliot-Curie de Varna.

## La direction de l'Institut français (conseillers culturels et directeurs)
- Fernand Texier (1994–1998)
- Jean-Jacques Paysant
- Jean-Pierre Sallei (1998-2001)
- Pascal Vagogne (2001-2005)
- Bénédicte Contamin
- Catherine Suard (d) (2007-2010)
- Didier Talpain (2010-2013)
- Guillaume Robert (d) (2013-2017)
- Fabien Flori (2017-2019 )
- Claude Chassaing (2019-2021)
- Pierre Colliot (d) (2021-2023)[1]
- Luc Lévy (d) (2023- )

Logo de l'Institut français de Sofia (jusqu'en 2011)

  - Claudia Calvo (d) (2021- ), conseillère adjointe et attachée de coopération éducative